# Diaphania oeditornalis
Diaphania oeditornalis is een vlinder uit de familie van de grasmotten (Crambidae), uit de onderfamilie van de Spilomelinae. De wetenschappelijke naam van deze soort is voor het eerst voorgesteld als Glyphodes oeditornalis door George Francis Hampson in een publicatie uit 1912.
De voorvleugellengte van het mannetje bedraagt 13,2 tot 14,0 millimeter (de spanwijdte 30 tot 32 millimeter) en bij het vrouwtje 13,5 tot 15,0 millimeter.
De soort komt voor in Cuba, Guatemala, Colombia en Venezuela.